# Gillobacka
Gillobacka (finska: Killinmäki) är en by i Kyrkslätt i det finländska landskapet Nyland. Byn är belägen vid Gamla Kustvägen mellan Jorvas och Tolls järnvägsstationer. Byn har fått sitt namn från den före detta Gillobacka gård som låg på området. Gillobackas grannbyar är Jolkby, Centralskogen och Kvis. I Gillobacka ligger Gillobacka hembygdsgård som ägs av Kyrkslätts hembygdsförening. Nära byn ligger också Gillobackaträsket.